# Ardops nichollsi
Ardops nichollsi — вид родини листконосові (Phyllostomidae), ссавець ряду лиликоподібні (Vespertilioniformes, seu Chiroptera).

## Середовище проживання
Країни проживання: Антигуа і Барбуда, Домініка, Гваделупа, Мартиніка, Монтсеррат, Нідерландські Антильські острови, Сент-Кітс і Невіс, Сент-Люсія, Сент-Вінсент і Гренадини. Живе в тропічних лісах.

## Екологія
Лаштує сідала виключно на деревах та інших видів деревоподібної рослинності. Харчується фруктами. 

## Морфологічні особливості
Довжиною голови і тіла від 60 до 73 мм, довжина передпліччя між 42.5 і 51.9 мм, довжина ступні від 12.6 до 18 мм, довжина вух від 16 до 18 мм і маса до 18.7 гр. Шерсть довга і густа. Колір спини варіюється від темно-коричневого до чорно-коричневого кольору. Низ яскраво-коричнюватий з сірувато-білим відблиском. Крила темно-коричневі. Писок короткий. Вуха нормального розміру, світло-коричневі з жовтуватими краями. Хвіст відсутній. Зубна формула: 2/2, 1/1, 2/2, 3/3 = 32.